# 普列奥布拉任卡市镇
普列奥布拉任卡市镇（俄语：Преображенское муниципальное образование）是俄罗斯联邦伊尔库茨克州布拉茨克区所属的一个市镇。其下辖有个居民点，行政中心为普列奥布拉任卡。据2016年统计，该市镇的人口为459人。